# Witold Uziębło

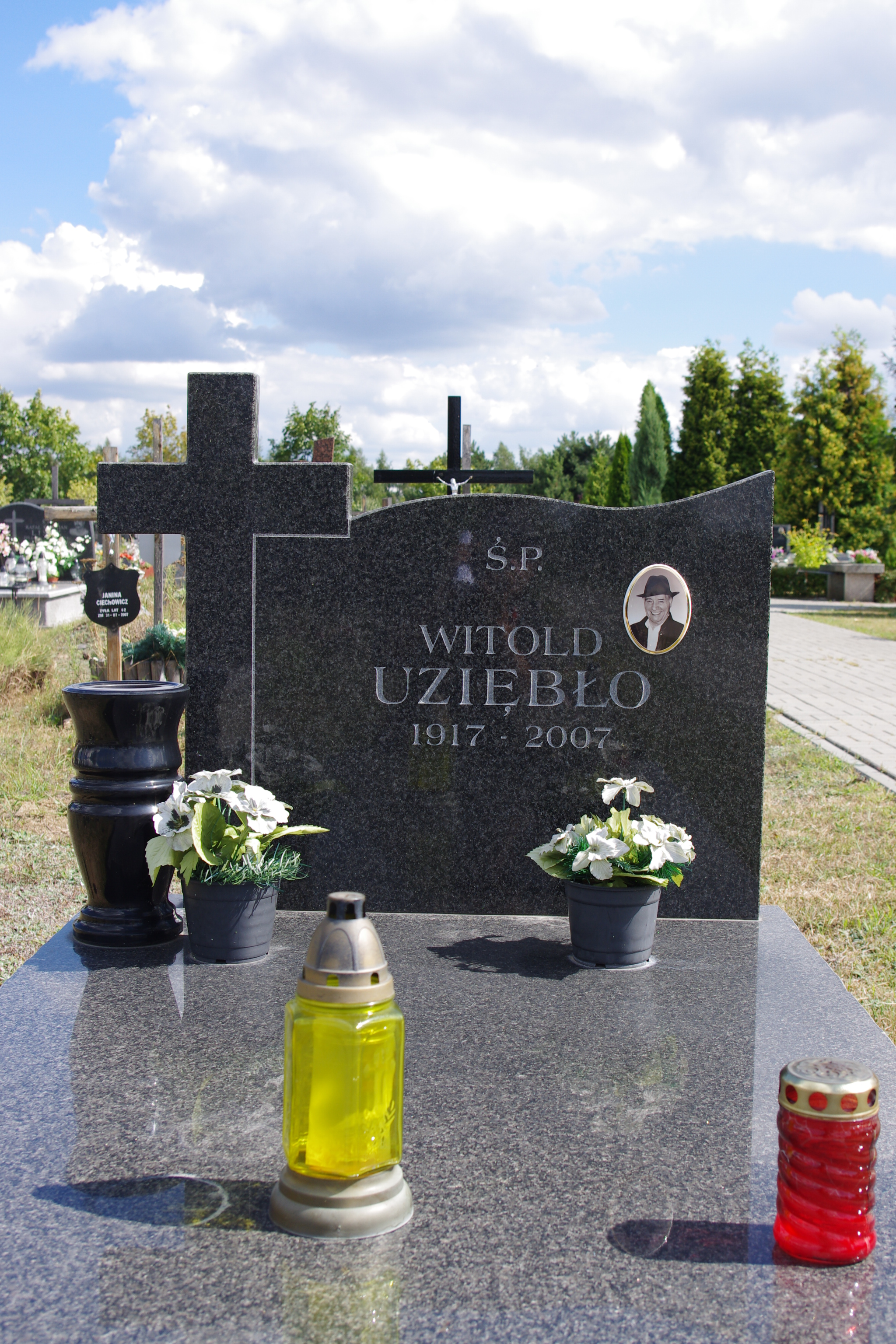
Grób inżyniera budownictwa Witolda Uziębło (1917-2007) na cmentarzu Komunalnym Północnym na Wólce Węglowej w Warszawie

Witold Uziębło (ur. 1 grudnia 1917, zm. 31 lipca 2007) – polski inżynier budownictwa, założyciel i  dyrektor naczelny w latach 1955–1971 Warszawskiego Przedsiębiorstwa Konstrukcji Stalowych i Urządzeń Przemysłowych Mostostal. Zasłużony działacz polskiej branży konstrukcji stalowych i budownictwa. 
Pochowany 8 sierpnia 2007 r., na Cmentarzu Komunalnym Północnym na Wólce Węglowej w Warszawie. 